# 那賀川町苅屋
那賀川町苅屋（なかがわちょうかりや）は、徳島県阿南市の大字。2010年10月1日現在の人口は431人、世帯数は147世帯。郵便番号は〒779-1235。

## 地理
阿南市の北部に位置。那賀川町工地の一部を挟んで西の上苅屋と東の下苅屋のふたつの地域に分かれる。
上苅屋は、西は那賀川町古津、南は那賀川町上福井、北は那賀川町今津浦・那賀川町芳崎に接する。下苅屋の北東面は紀伊水道に面する。通常、行政面でも上苅屋・下苅屋に分けて施策されることが多い。

### 河川
- 苅屋川

## 歴史
2006年（平成18年）3月20日に那賀郡那賀川町が阿南市と合併し、阿南市那賀川町苅屋になる。

## 施設
- 阿南市立那賀川図書館
- 阿南市立那賀川中学校
- 阿南市役所那賀川支所
- 那賀川スポーツセンター
- 中蔵寺

## 交通

### 道路
国道
- 国道55号（阿南道路）

都道府県道
- 徳島県道141号大林那賀川阿南線